# Ökenspringråtta
Ökenspringråtta eller jerboa (Jaculus jaculus) är ett djur som lever i öken- och stäppområden i norra Afrika och västra Asien. Den population som tidigare var godkänd som Jaculus deserti infogas sedan 1970-talet som synonym i Jaculus jaculus.

## Utseende
Ökenspringråttan är sandbrun på ryggen och vit på magen och är 10–15 centimeter lång och svansen är 15–25 centimeter lång. Ökenspringråttan har korta framben med vilka den gräver hålor i marken för att skydda sig mot hettan. Arten har stora bakfötter som är 5,6 till 6,6 cm långa och den väger 45 till 73 g. Öronens längd är 1,9 till 2,3 cm. Ökenspringråtta hoppar liksom en känguru med hjälp av sina långa bakre extremiteter. Bakfötterna har bara tre tår.

## Utbredning
Utbredningsområdet sträcker sig från centrala Marocko över norra Afrika samt Egypten och Sudan till Arabiska halvön, Mellanöstern och västra Iran. Avskilda population hittas i Mali, Niger och norra Nigeria samt i Eritrea och norra Somalia. Ökenspringråttan vistas i låglandet och på högplatå upp till 1500 meter över havet. Den kan inte leva i områden som helt saknar växtlighet.

## Ekologi
Ökenspringråttan är ett typiskt nattdjur. Den dricker nästan aldrig vatten för dess föda innehåller mycket vätska, men när den dricker doppar den framtassarna i vattnet och slickar av dem. Ökenspringråttan hjälper sig att hålla balansen genom att använda svansen. Dess långa och breda tår förhindrar att den sjunker ner i sanden.
Denna gnagare kan göra upp till 3 meter långa hopp och den kan förflytta sig upp till 10 kilometer under en natt. Den når hastigheter upp till 30 km/h när den känner sig hotad och den har bra förmåga att snabb ändra kurs. Arten äter främst frön och stjälkar av olika ökenväxter. Efter regnfall ingår även grönt gräs i födan och ibland kompletteras födan med utskott från suckulenter. Djuret behöver inte lagra föda som större gnagare som lever i samma habitat (bland annat kustökenspringråtta och ökenråttor).
Ökenspringråttan lever främst ensam och den är aggressiv mot främmande artfränder. Ibland syns två eller tre exemplar tillsammans. Arten har olika underjordiska bon beroende på årstid. Under vintern ligger boets djupaste delar 20 till 25 cm under markytan och sommarbon kan vara 70 till 75 cm djupa. Innan ökenspringråttan vilar stänger den ingången med sand. Förutom framtassarna används tänderna och nosen (med stängda näsborrar) när boet grävs.
Antagligen har honor två kullar per år. Parningen sker under regntiden i juni eller juli samt under vintern mellan oktober och december. Honan är 44 till 46 dagar dräktig och sedan föds 2 till 5 ungar. Ungarna föds nakna och blinda och deras utveckling är fördröjd jämförd med andra gnagare. De får hår efter ungefär 22 dagar och ögonen öppnas efter cirka 38 dagar. Nyfödda ungar har dessutom främre och bakre extremiteter som är nästan lika långa samt en kort svans. De kan kravla med hjälp av sina framtassar och efter fyra veckor kan de gå på fyra fötter. Ökenspringråttan får hoppförmågan efter 6 till 7 veckor. Ungefär samtidigt börjar ungarna med fast föda. Könsmognaden infaller efter 8 till 12 månader. Enskilda exemplar kan leva 3 eller 4 år men de flesta dör betydlig tidigare.
Denna gnagare jagas främst av ugglor.

## Status
På Arabiska halvön fångas arten av människor som föda för tama falkfåglar (falkenering). Ökenspringråttans kött äts av beduiner som lever i Jordanien och i regionen Negev. I utbredningsområdet förekommer flera naturskyddsområden och hela beståndet listas av IUCN som livskraftig (LC).